# 一店一帳合制
一店一帳合制（いちてんいちちょうごうせい）とは、メーカーが小売店に対して自社商品の仕入先の卸業者を一つに指名すること。独占禁止法に抵触する可能性がある。商学用語の一つ。

## 概要
メーカーの系列化政策の一つである。小売業者との取引について特定の卸業者からの仕入に限定することでメーカー側は製品の流通過程を把握できて容易に再販売価格を維持できたり、商品の流通を効率的にする事ができ、流通を合理化できるというメリットがある。
しかし小売業者と卸売業者を拘束する事から独占禁止法に違反する可能性がある。